# 3666 Holman
3666 Holman је астероид главног астероидног појаса. Приближан пречник астероида је 23,85 ,
а средња удаљеност астероида од Сунца износи 3,116 астрономских јединица (АЈ).
Инклинација (нагиб) орбите у односу на раван еклиптике је 2,363 степени, а орбитални период износи 2009,469 дана (5,501 година). Ексцентрицитет орбите астероида износи 0,125.
Апсолутна магнитуда астероида износи 11,80 а геометријски албедо 0,059.
Астероид је откривен 19. априла 1979. године.